# Chiloépungråtta
Chiloépungråtta (Dromiciops gliroides) är en art i infraklassen pungdjur som lever i sydvästra Sydamerika. Det är den enda nu levande arten i familjen Microbiotheriidae som i sin tur är den enda familjen i ordningen Microbiotheria.
Djuret lever i Chile, i angränsade regioner av Argentina och på den chilenska ön Chiloé.

## Utseende
Arten liknar en råtta och har en gråbrun päls. Kroppens längd ligger mellan 9 och 13 cm och svansen är ungefär lika lång. Djuret har tydliga svarta ringar kring ögonen i det annars ljusgråa ansiktet. Vikten ligger mellan 16 och 42 gram. På svansen finns tätt sittande hår med undantag av ett ställe vid spetsens undersida som är naken. Öronen är bar glest täckt med hår. Honor har en liten men synlig pung med fyra spenar.
Artens skalle kännetecknas av en stor avrundad hjärnskål och en kort nos. Det finns en liten klaff (distema) mellan de första framtänderna i varje käke. Händer och fötter är i jämförelse till kroppen större och kraftigare än hos släktet Marmosa. Chiloépungråttan har en mörk gulvit undersida på grund av att den gråa underullen är delvis synlig. Extremiteternas utsida har samma färg som ovansidan och insidan är vitaktig.

## Ekologi
Habitatet utgörs av kyliga skogar. Chiloépungråttan är aktiv på skymningen och natten och lever främst på träd. Den bygger runda bon av bambublad som polstras med gräs och mossa och som har en diameter på cirka 20 centimeter. Arten håller i kalla regioner vinterdvala, därför fick den i det vetenskapliga namnet epitet gliroides, liknande sovmössens vetenskapliga namn. Den kan även falla i dvala (torpor) över några timmar vid födobrist. Boet byggs av blad och göms vanligen under grenar eller trädstammar som ligger på marken eller i buskar. Enligt ett dokument kan boet finnas på träd. Det är vanligen klotrunt med en diameter av cirka 20 cm och en 3 till 4 cm stor ingång.
Dromiciops gliroides är det enda pungdjuret utanför familjen dvärgpungsovare som håller vinterdvala. För vilan skapas fettreserver i svansens främre del. Under parningstiden lever individerna i par och ibland även utanför parningstiden.

### Föda
Födan utgörs främst av insekter och deras larver. Dessutom äter djuret olika växtdelar som frukter och i sällsynta fall små ryggradsdjur som ödlor.

### Fortplantning
Chiloépungråttan parar sig en gång per år under våren. Efter dräktigheten föder honan ett till fyra ungdjur. Efter tiden i pungen håller sig ungarna fast på moderns rygg (vid utflykter) eller stannar i bon. Efter att honan slutar ge di har ungarna en tid lös kontakt med föräldrarna. Efter cirka två år är de könsmogna.

## Chiloépungråttan och människor
Enligt chilensk vidskepelse är chiloépungråttan ett olycksbådande tecken när den hittas i huset. Sägner berättar om bostäder som brunnit ned efter att djuret observerats i hemmet. Liknande myter beskriver djuret som en rödögd råtta med giftig bett. Det ska besöka hus och slicka saliven från sjuka människor.
Arten hotas av skogsavverkningar samt av levnadsområdets omvandling till jordbruksmark. IUCN antar att beståndet minskar och listar arten därför som nära hotad (near threatened).
I utbredningsområdet kallas djuret för monito del monte - "liten apa från berget". Ett annat trivialnamn i Chile är colocolo vad som härmar djurets läte.

## Systematik
Familjens vetenskapliga namn kommer från det utdöda släktet Microbiotherium som var nära besläktad med chiloépungråttan. Släktet förekom redan under oligocen och miocen i Sydamerika. Förvånansvärd är de närmare släkt med arter från överordningen Australidelphia, alltså med pungdjur från Australien, än med de sydamerikanska pungråttorna.
Det vetenskapliga släktnamnet syftar på likheten till den australiska dvärgsovarpungmusen som tidvis hade det vetenskapliga namnet Dromicia nana. Dessutom förekommer det grekiska suffixet –ops (samma yttre).  Ett synonym har artepitet australis vad som syftar på förekomsten på södra jordklotet.